# Pływanie na Letnich Igrzyskach Olimpijskich 1988 – 400 m stylem dowolnym mężczyzn
400 m stylem dowolnym mężczyzn – jedna z konkurencji pływackich, które odbyły się podczas XXIV Igrzysk Olimpijskich w Seulu. Eliminacje i finały miały miejsce 23 września 1988 roku.
Złoty medal zdobył reprezentant NRD Uwe Daßler, który pobił rekord świata czasem 3:46,95. Srebrny medal wywalczył Australijczyk Duncan Armstrong, ustanawiając nowy rekord Australii i Oceanii (3:47,15). Brąz zdobył reprezentant Polski Artur Wojdat, który czasem 3:47,34 poprawił rekord kraju, do igrzysk będący także rekordem świata. W finale A, drugi z Polaków, Mariusz Podkościelny (3:48,59) zajął piąte miejsce.

## Rekordy
Przed zawodami rekord świata i rekord olimpijski wyglądały następująco:
| Rekord            | Zawodnik       | Czas    | Miejsce     | Data            |
| ----------------- | -------------- | ------- | ----------- | --------------- |
| Rekord świata     | Artur Wojdat   | 3:47,38 | Orlando     | 25 marca 1988   |
| Rekord olimpijski | Thomas Fahrner | 3:50,91 | Los Angeles | 2 sierpnia 1984 |

W trakcie zawodów ustanowiono następujące rekordy:
| Data        | Etap konkurencji | Zawodnik             | Czas    | Rekord |
| ----------- | ---------------- | -------------------- | ------- | ------ |
| 23 września | eliminacje       | Mariusz Podkościelny | 3:49,51 | OR     |
| 23 września | finał A          | Uwe Daßler           | 3:46,95 | ,      |

## Wyniki

### Eliminacje
Najszybszych ośmiu zawodników kwalifikuje się do finału A (Q), a kolejnych ośmiu do finału B (q).
| Miejsce | Wyścig | Zawodnik             | Państwo                      | Czas    | Uwagi |
| ------- | ------ | -------------------- | ---------------------------- | ------- | ----- |
| 1.      | 5      | Mariusz Podkościelny | Polska                       | 3:49,51 | Q,    |
| 2.      | 5      | Stefan Pfeiffer      | RFN                          | 3:49,52 | Q     |
| 3.      | 7      | Artur Wojdat         | Polska                       | 3:49,68 | Q     |
| 4.      | 7      | Uwe Daßler           | NRD                          | 3:49,90 | Q     |
| 5.      | 6      | Kevin Boyd           | Wielka Brytania              | 3:50,01 | Q     |
| 6.      | 6      | Anders Holmertz      | Szwecja                      | 3:50,06 | Q     |
| 7.      | 7      | Duncan Armstrong     | Australia                    | 3:50,64 | Q     |
| 8.      | 6      | Matt Cetlinski       | Stany Zjednoczone            | 3:50,82 | Q     |
| 9.      | 6      | Ian Brown            | Australia                    | 3:51,09 | q     |
| 10.     | 5      | Rainer Henkel        | RFN                          | 3:51,50 | q, WD |
| 11.     | 7      | Dan Jorgensen        | Stany Zjednoczone            | 3:52,64 | q     |
| 12.     | 6      | Giorgio Lamberti     | Włochy                       | 3:53,29 | q, WD |
| 13.     | 5      | Valter Kalaus        | Węgry                        | 3:53,44 | q     |
| 14.     | 5      | Jörg Hoffmann        | NRD                          | 3:53,78 | q     |
| 15.     | 6      | Carlos Scanavino     | Urugwaj                      | 3:54,86 | q     |
| 16.     | 4      | Salvador Vassallo    | Portoryko                    | 3:55,30 | q     |
| 17.     | 7      | Turlough O’Hare      | Kanada                       | 3:55,35 | q     |
| 18.     | 6      | Zoltán Szilágyi      | Węgry                        | 3:56,29 | q     |
| 19.     | 7      | Roberto Gleria       | Włochy                       | 3:56,33 |       |
| 20.     | 5      | Darjan Petrič        | Jugosławia                   | 3:56,94 |       |
| 21.     | 4      | Henrik Jangvall      | Szwecja                      | 3:57,41 |       |
| 22.     | 4      | Daniel Serra         | Hiszpania                    | 3:57,46 |       |
| 23.     | 5      | Cristiano Michelena  | Brazylia                     | 3:57,79 |       |
| 24.     | 4      | Tony Day             | Wielka Brytania              | 3:57,91 |       |
| 25.     | 4      | Alberto Bottini      | Szwajcaria                   | 3:57,92 |       |
| 26.     | 5      | Gary Vandermeulen    | Kanada                       | 3:57,99 |       |
| 27.     | 7      | Aleksandr Bażanow    | ZSRR                         | 3:58,74 |       |
| 28.     | 3      | Igor Majcen          | Jugosławia                   | 3:58,90 |       |
| 29.     | 7      | Jean-Marie Arnould   | Belgia                       | 3:59,91 |       |
| 30.     | 6      | Franck Iacono        | Francja                      | 4:00,04 |       |
| 31.     | 4      | Claus Christensen    | Dania                        | 4:00,46 |       |
| 32.     | 4      | Yoshiyuki Mizumoto   | Japonia                      | 4:02,02 |       |
| 33.     | 3      | David Castro         | Brazylia                     | 4:02,48 |       |
| 34.     | 3      | Ignacio Escamilla    | Meksyk                       | 4:03,16 |       |
| 35.     | 3      | Carlos Romo          | Meksyk                       | 4:04,02 |       |
| 36.     | 3      | Jeffrey Ong          | Malezja                      | 4:04,57 |       |
| 37.     | 3      | Ragnar Guðmundsson   | Islandia                     | 4:05,12 |       |
| 38.     | 4      | Shigeo Ogata         | Japonia                      | 4:05,68 |       |
| 39.     | 3      | Yang Wook            | Korea Południowa             | 4:05,81 |       |
| 40.     | 2      | Wu Ming-hsun         | Chińskie Tajpej              | 4:06,66 |       |
| 41.     | 2      | Jonathan Sakovich    | Guam                         | 4:06,89 |       |
| 42.     | 3      | Kwon Soon-kun        | Korea Południowa             | 4:08,02 |       |
| 43.     | 2      | Richard Sam Bera     | Indonezja                    | 4:08,70 |       |
| 44.     | 2      | Desmond Koh          | Singapur                     | 4:15,54 |       |
| 45.     | 2      | Arthur Li Kai Yien   | Hongkong                     | 4:18,50 |       |
| 46.     | 2      | Julian Bolling       | Sri Lanka                    | 4:18,88 |       |
| 47.     | 1      | Bassam al-Ansari     | Zjednoczone Emiraty Arabskie | 4:39,36 |       |
| 48.     | 1      | Émile Lahoud         | Liban                        | 4:47,09 |       |
| 49.     | 1      | Mohamed Bin Abid     | Zjednoczone Emiraty Arabskie | 4:47,28 |       |

### Finały

#### Finał B
| Miejsce | Tor | Zawodnik          | Państwo           | Czas    | Uwagi |
| ------- | --- | ----------------- | ----------------- | ------- | ----- |
| 1.      | 6   | Jörg Hoffmann     | NRD               | 3:52,13 |       |
| 2.      | 3   | Valter Kalaus     | Węgry             | 3:53,24 |       |
| 3.      | 1   | Turlough O’Hare   | Kanada            | 3:54,33 |       |
| 4.      | 2   | Carlos Scanavino  | Urugwaj           | 3:54,36 |       |
| 5.      | 4   | Ian Brown         | Australia         | 3:54,63 |       |
| 6.      | 5   | Dan Jorgensen     | Stany Zjednoczone | 3:55,34 |       |
| 7.      | 7   | Salvador Vassallo | Portoryko         | 3:55,39 |       |
| 8.      | 8   | Zoltán Szilágyi   | Węgry             | 3:56,00 |       |

#### Finał A
| Miejsce | Tor | Zawodnik             | Państwo           | Czas    | Uwagi |
| ------- | --- | -------------------- | ----------------- | ------- | ----- |
| 1 !     | 6   | Uwe Daßler           | NRD               | 3:46,95 | WR    |
| 2 !     | 1   | Duncan Armstrong     | Australia         | 3:47,15 | OC    |
| 3 !     | 3   | Artur Wojdat         | Polska            | 3:47,34 | NR    |
| 4.      | 8   | Matt Cetlinski       | Stany Zjednoczone | 3:48,09 |       |
| 5.      | 4   | Mariusz Podkościelny | Polska            | 3:48,59 |       |
| 6.      | 5   | Stefan Pfeiffer      | RFN               | 3:49,96 |       |
| 7.      | 2   | Kevin Boyd           | Wielka Brytania   | 3:50,16 |       |
| 8.      | 7   | Anders Holmertz      | Szwecja           | 3:51,04 |       |